# 東京 (桑田佳祐單曲)
《東京》為日本男歌手桑田佳祐的第8張個人單曲。

## 簡介
於2002年夏季發行的桑田佳祐第8張單曲專輯，與前一張作品《白色戀人們》相同，曾創下當週銷售排行第一的熱賣作品。
專輯的媒介格式上除發行一般通用的CD版本外，另有發行復古風格走向的黑膠唱片版本。

## 音樂影片

### 概要
《東京》的音樂影片內容上有著特定編寫的故事劇情，之後更額外拍攝了長達近10分鐘的完整版，並奪得「SPACE SHOWER Music Video Awards｣獎項。
影片作品的提案由桑田佳祐所發起，並邀請中川雅也協助劇本編寫。

### 劇情
在一個東京下雨的夜晚中，計程車司機石本圭三載著一對看似有著不單純關係的成年男女。在路途中石本司機好奇地從後照鏡看著他們倆人，之後石本注意到後照鏡中；坐在後方座位的女子突然給了他一個曖昧的眼神，讓他心中湧起了一股奇妙的感覺，而石本也未料想到他之後將被捲入一場致命的危機‧‧‧。

### 登場人物
石本圭三（桑田佳祐飾演）
一名住於東京市的計程車司機，有著容易引發妄想症的個性。
角色姓式「石本」，來自該音樂影片導演信藤三雄某日在計程車上構思此片內容時；在車上所看到的司機名片。
嶋田美貴子（小島聖飾演）
在舞廳工作的美豔女子。刑警高垣的情婦，有性虐待的癖好。
高垣芳郎（中尾彬飾演）
一名與妻子分居的刑警，在工作同僚裡評價不佳。
角色姓式「高垣」，來自樂團南方之星早期的工作伙伴高垣健。

## 收錄歌曲
1‧東京
※作詞‧作曲：桑田佳祐　編曲：桑田佳祐 & THE BALDING COMPANY
2‧夏日少年
日本服飾品牌Town & Country旗下的系列款式「T&C Surf Designs Hawaii」廣告歌曲。
※作詞‧作曲：桑田佳祐　英文歌詞補充：Tommy Snyder　編曲：桑田佳祐 & THE BALDING COMPANY
3‧EBOSHI RADIO STATION "Hits from Coast to Coast"
歌詞內容為一個虛構的廣播電台「EBOSHI RADIO STATION」向收聽的觀眾播放一首新歌（即為下一首曲子《可愛的蜜娜》）。
作品裡EBOSHI RADIO STATION廣播的女DJ由「SHANTI」擔任，是參與製作過桑田佳祐歌曲的音樂人Tommy Snyder女兒。
"EBOSHI"是桑田佳祐出身地茅崎市其中一帶的地名。
※作詞‧作曲‧編曲：桑田佳祐
4‧可愛的蜜娜
與先前桑田佳祐的單曲《破浪強尼》、《白色戀人們》相同、為可口可樂的廣告歌曲。事後收錄於同年發行的精選專集《TOP OF THE POPS》。
歌詞中流露著約1960年代期間的事物，如披頭四模樣的拖把頭髮型、或西部片《Johnny Guitar》等等。
歌名「蜜娜」來自於桑田佳祐欣賞的義大利女歌手Mina（Anna Maria Quaini）。
※作詞‧作曲‧編曲：桑田佳祐 弦樂編曲：島健

## 演奏成員
東京
- 桑田佳祐：主唱、合唱、電吉它
- 齋藤誠：電吉它
- 角田俊介：貝斯
- 河村智康：鼓
- 片山敦夫：鋼琴
- 角谷仁宣：合成器

夏日少年
- 桑田佳祐：主唱、合唱、木吉它、口琴
- 齋藤誠：電吉它
- 角田俊介：貝斯
- 河村智康：鼓
- 片山敦夫：風琴
- 角谷仁宣：合成器

EBOSHI RADIO STATION "Hits from Coast to Coast"
- SHANTI：唱片騎師、合唱
- 桑田佳祐：合唱、電吉它、電子琴
- 池川佳葉：總機人員
- 山門雅代：總機人員
- 疋田静花：總機人員
- 加藤茂：總機人員
- 角谷仁宣：合成器

可愛的蜜娜
- 桑田佳祐：主唱、合唱、電子琴
- 小倉博和：古典吉它、電吉它
- 松田弘：爵士鼓※（樂團南方之星成員）
- 原由子：電子琴※（樂團南方之星成員）
- ：打擊樂器
- 金原千恵子：弦樂
- 朝川朋之：豎琴
- 角谷仁宣：合成器

## 相關連結
- 《東京》專輯 （页面存档备份，存于）
- 《東京》音樂影片介紹 （页面存档备份，存于）